# باتريك غوبل
باتريك غوبل (بالألمانية: Patrick Göbel)‏ هو لاعب كرة قدم ألماني في مركز الوسط، ولد في 8 يوليو 1993 في هايلباد هايليغنشتات في ألمانيا. لعب مع FC Rot-Weiß Erfurt ‏.

## وصلات خارجية
- باتريك غوبل على موقع قاعدة بيانات كرة القدم.إي يو (الإنجليزية)
- باتريك غوبل على موقع بيانات كرة القدم. دي إي (الألمانية)
- باتريك غوبل على موقع عالم كرة القدم.نت (الإنجليزية)